# (467154) 2016 EB88
(467154) 2016 EB88 es un asteroide perteneciente al cinturón de asteroides, descubierto el 23 de marzo de 2006 por el equipo Spacewatch desde el Observatorio Nacional de Kitt Peak (Arizona, Estados Unidos).